# Vocaloid
Vocaloid ist ein Software-Synthesizer, der es durch Sprachsynthese ermöglicht, künstlichen Gesang zu erzeugen, der dem einer menschlichen Stimme ähnelt. Dazu benötigt das Programm die Vorgabe des Liedtextes, der Melodie und die Angabe von Eigenheiten der Betonung. Die Software wurde von der Yamaha Corporation in Zusammenarbeit mit der Universität Pompeu Fabra aus Barcelona entwickelt und wurde erstmals im Jahr 2003 auf der Audiomesse in Deutschland vorgestellt. Seit Anfang 2004 erscheinen verschiedene Stimmen, die auf dem Synthesizer und seinen Nachfolgern Vocaloid2, Vocaloid3, Vocaloid4, Vocaloid 5 und Vocaloid 6 aufbauen. Diese Stimmen wurden größtenteils von anderen Firmen auf Basis von Gesangsaufnahmen echter Sänger erstellt.

## Funktionsprinzip und Bedienung

Oberfläche von Vocaloid, die einer Notenrolle nachempfunden ist

Das Ziel des Software-Synthesizers sollte es sein, aus der reinen Eingabe von Noten und zugehörigem Liedtext Gesang zu erzeugen. In dem Editor, der ebenfalls ein Bestandteil von Vocaloid ist, werden die einzelnen Noten in einer Oberfläche eingetragen, die einer Notenrolle nachempfunden ist und sich in horizontaler Richtung scrollen und skalieren lässt. Die alleinige Angabe bzw. Platzierung des Textes und der Noten reicht jedoch nicht aus, um einen natürlich wirkenden Gesang zu erzeugen. Hierzu müssen die einzelnen Passagen noch mit zusätzlichen Effekten wie Vibrato, Flexion oder Tremolo versehen werden, die die Dynamik und die Tonlage der Stimme beeinflussen. Die Stärke der Effekte kann zusätzlich in einem Bereich unterhalb der Notenrolle zeitlich variabel und voneinander getrennt angepasst werden.
Damit nicht alle Noten von Hand eingegeben werden müssen, wird MIDI als Import-Format unterstützt. Der Gesang selbst kann als WAV-Datei exportiert werden, um ihn anschließend in anderen Programmen weiterverarbeiten zu können. Zusätzlich wurde aber auch die Schnittstelle Virtual Studio Technology (VST) von Steinberg Media Technologies implementiert, was eine direkte Verbindung zu anderen Programmen ermöglicht.
Vocaloid gilt als erstes Programm seiner Art und war Vorbild für diverse neuere synthetische Gesangssoftware.

## Technik

Übergang zwischen unterschiedlichen Lauten im Frequenzbereich

Für die Berechnungen, die bis zur Ausgabe des Audiosignals notwendig sind, benutzt Vocaloid intern intensiv die Darstellung der Signale im Frequenzbereich. Dazu müssen zunächst alle aufgenommenen Sprachdaten – die Samples – mit Hilfe einer Form der Integraltransformation von zeitabhängigen Signalen in frequenzabhängige Signale umgerechnet werden. Anschaulich lassen sich diese Signale dann als Betragsspektrum darstellen, bei denen sich analog zu einem Spektrumanalysator die enthaltenen Frequenzen leicht ablesen lassen. Diese Darstellung ist aber nicht nur anschaulicher, sie rechtfertigt sich auch dadurch, dass sich viele Operationen auf den Signalen im Frequenzbereich wesentlich einfacher und somit auch schneller berechnen lassen.
Die notwendigen Eingangsdaten des Synthesizers sind folglich die einzelnen Silben des Liedtextes, die zugehörigen Noten und die Frequenzmuster einer echten Stimme. Die Frequenzmuster können hier als Fensterfunktionen verstanden werden, die zuvor in einer Datenbank hinterlegt wurden. In der Datenbank liegen die unterschiedlichen Phoneme in Form dieser Fenster vor und wurden von Hand einzelnen Silben oder Silbengruppen zugeordnet. Ein einzelner Laut kann anschließend direkt aus der Datenbank übernommen werden, muss aber in anschließenden Folgeschritten weiter modifiziert werden.
Durch die Nutzung des Frequenzbereichs reduziert sich eine Änderung der Tonlage auf eine vergleichsweise einfache Verschiebung der Daten entlang der Frequenzachse. Einzelne Phone können ebenfalls leicht ineinander überführt werden. So wird beispielsweise das sai von „Saitama“ durch die Verwendung der Laute „sa“ und „ai“ realisiert. Da sich jedoch die Klangfarbe des Vokals „a“ in „sa“ und „ai“ unterscheidet, würde sich eine einfache Aneinanderreihung beider unnatürlich anhören. Daher werden im Frequenzbereich die Spektren beider Signale zeitlich „überblendet“, was schließlich einen weichen Übergang zwischen beiden Lauten ergibt, wie es in nebenstehender Grafik schematisch dargestellt ist. Dieser Prozess ist recht aufwendig, da es nicht ausreicht, die Spektren abhängig von der Zeit zu gewichten. Es müssen vielmehr einzelne Frequenzabschnitte so lange entlang der Frequenzachse verschoben werden, bis sich das Spektrum des ersten und zweiten Phons gleicht. Hierbei helfen erneut die bereits bekannten Übergänge aus den Gesangsdaten eines echten Sängers, die im Vorfeld analysiert wurden und ebenfalls in der Datenbank hinterlegt wurden. Durch die zahlreichen Variationen und die notwendige Zuordnung zur Sprache entstehen so Datenmengen von ca. 500–600 MiB für jede Stimme und Sprache.
Der Frequenzbereich bietet darüber hinaus aber auch noch die Möglichkeit, die Tonlänge und Klangfarbe unabhängig von der vorgegebenen Melodie zu verändern. Dadurch können Effekte wie z. B. das Vibrato mit vergleichsweise geringem Rechenaufwand erschaffen werden. Mit all diesen Verfahren kann der Gesang der künstlichen Stimme in Echtzeit moduliert werden, der aber immer noch im Frequenzbereich vorliegt. Anschließend müssen die Ergebnisse durch eine inverse Transformation wieder in den Zeitbereich zurückgewandelt werden, um ein Audiosignal zu erhalten.

## Entwicklungsgeschichte

### Vocaloid1
Yamaha stellte im Jahr 1998 mit dem FS1R einen Synthesizer für Sprache vor, der zwischen stimmhaften (‚a‘, ‚u‘) und stimmlosen Lauten (‚f‘, ‚s‘) unterschied und diese durch unterschiedliche Modellansätze synthetisierte. Die Umsetzung der stimmhaften Laute griff auf Formanten zurück, während die stimmlosen Laute durch moduliertes Rauschen entstanden. Der FS1R war damit bereits im Stande, Gesang zu synthetisieren.
Im Jahr 2003 kündigte Yamaha eine Weiterentwicklung mit dem Namen Vocaloid an, die aus einem Software-Synthesizer und einem zugehörigen Editor bestand. Mit Leon und Lola wurden am 15. Januar 2004 die ersten zwei Versionen eines Programms vorgestellt, die auf dieser neuen Technologie aufbauten, mit Stimmen die einen männlichen bzw. weiblichen Soul-Sänger darstellen sollen. Dazu musste der Hersteller jedoch noch die als Vocaloid Singer Libraries benannten Datenbanken entwickeln, die die Grundlage für die Sprachausgabe darstellen. Mit Miriam, einer Stimme moduliert nach der von Miriam Stockley, entstand eine dritte Umsetzung auf der Basis von Vocaloid. Diese wurde wie die beiden vorherigen vom Publisher Zero-G in Zusammenarbeit mit Yamaha erstellt und veröffentlicht. Leon und Lola verkauften sich jedoch kaum.
Mit Meiko, die aus Stimmproben der japanischen Sängerin Meiko Haigō (拝郷 メイコ) hervorging, und Kaito, basierend auf der Stimme von Naoto Fūga (風雅 なおと), schlossen sich die beiden ersten japanischen Stimmen und Produkte der ersten Generation am 5. Oktober 2004 und 17. Februar 2006 an. Beide Stimmen wurden von Crypton Future Media erstellt und veröffentlicht. Auf dem Markt für virtuelle Instrumente sind 200 bis 300 verkaufte Exemplare im Jahr Durchschnitt und 1000 bereits ein Erfolg. Meiko wurde mit 3000 Exemplaren ein großer Erfolg, während Kaito mit nur 500 verkauften Exemplaren sich leicht über dem Durchschnitt befand. Die Gründe für den größeren Erfolg von Meiko werden darin gesehen, dass sie zwar wie die vorherigen Fassungen nicht von professionellen Musikern angenommen wurde, durch die Abbildung eines gezeichneten Mädchens auf dem Cover jedoch von den eher männlichen Anime-Fans gekauft wurde, während aus demselben Grund der männliche Kaito von dieser Käufergruppe ignoriert wurde.
2005 verwendete der britische Musiker Mike Oldfield die Software für einige Tracks seines Doppelalbums Light + Shade.

### Vocaloid 2
Im Januar 2007 kündigte Yamaha eine neue Version des Synthesizers an. Vocaloid2 brachte verschiedene größere Verbesserungen in der Benutzung und der Qualität der Sprachsynthese, wobei sich hauptsächlich die Bedienfreundlichkeit verbessert haben soll, während der Gesang keine Revolution gegenüber dem Vorgänger darstellte. Zero-G und andere Publisher kündigten an, neue Produkte auf Basis der Software zu entwickeln und im Laufe des Jahres 2007 zu veröffentlichen. PowerFX publizierte mit Sweet Ann das erste Produkt, das auf der neuen Software aufsetzte.
Diesem folgte Crypton mit der Ankündigung einer Reihe von Produkten, die mit Miku Hatsune am 31. August 2007 begann. Bei Miku und den darauffolgenden setzt Crypton direkt auf Anime-Fans als Käufergruppe, nachdem mit dieser bei Meiko gute Erfahrungen gemacht wurden. Miku Hatsune verkaufte sich allein in der ersten Woche mehr als 1000 Mal und im ersten Halbjahr mehr als 30.000 Mal. Als zweite Variation erschien Rin/Len Kagamine am 27. Dezember 2007, von der im Juli 2008 ein Update mit dem Untertitel act2 erschien. Eine dritte Variation wird seit dem 30. Januar 2009 angeboten, die Luka Megurine getauft wurde. Zwischenzeitlich erschien mit Prima ein weiteres Produkt, das auf der NAMM Show 2008 vorgestellt wurde. Verkauft wurde es ab dem 14. Januar 2008 im Vereinigten Königreich sowie ab dem 22. Februar 2008 in Japan. In Japan erschien unterdessen mit Kamui Gakupo eine männliche Stimme, die aus der von Gackt moduliert wurde. In der Veröffentlichung war zusätzlich das neue Programm OPUS Express enthalten, mit dem Teile der Begleitung mit den Phonemen verbunden werden können. Das neue Programm stand daraufhin auch allen registrierten Käufern der Vocaloid-Reihe von Crypton kostenlos zum Download zur Verfügung.
Neben der Verwendung von Vocaloid durch Musiker, die die Stimmen hauptsächlich für Hintergrundgesänge und zur Erzeugung ausgefallener Soundeffekte benutzen, verbaute Yamaha einen Teil der Software auch in den stetig weiterentwickelten humanoiden Roboter ASIMO. Dies ermöglichte es ASIMO ihm bekannte Musikstücke mit eigenen Gesang zu begleiten, der eine geringe Verzögerung von nur rund 200 ms aufweisen soll.

### Vocaloid 3, 4 und 5
Eine neue Version des Stimmensynthesizers namens Vocaloid3 wurde am 8. Juni 2011 bekanntgegeben. Im Dezember 2014 wurde die Version „Vocaloid 4“ veröffentlicht. Vocaloid 4 bat erstmalig die Möglichkeit den Gesang durch die E.V.C.E. Funktion dynamischer klingen zu lassen. Vocaloid 4 erhielt im Gegensatz zu Vocaloid 3 viele Updates. Die nächste Version „Vocaloid 5“ wurde am 12. Juli 2018 veröffentlicht.

### Vocaloid 6
Am 13. Oktober 2022 veröffentlichte Yamaha „Vocaloid 6“. Durch die lange Zeit seit der letzten Version waren viele beliebte Stimmen wie etwa Hatsune Miku, IA, und flower zu anderen Programmen wie etwa CevioAI oder Piapro Studio gewechselt. Der Versuch, dies mit Vocaloid 6 auszugleichen, gelang nur teilweise.
Vocaloid 6 bietet Vocaloid:AI eine KI-Funktion zur Verbesserung der Gesangsstimme. Hierfür muss die gewählte Stimme jedoch Vocaloid:AI unterstützen. In Vocaloid 6 ist es außerdem erstmalig möglich, eine synthetische Stimme auf Grundlage seiner eigenen Stimme zu generieren. Hierfür wird die Stimme einer Person aufgenommen. Diese Funktion war vorher nur in anderen Programmen wie UTAU möglich. Des Weiteren wurden einige technische Aspekte überarbeitet. So ist nun auch ein direkter Export von MIDI-Dateien möglich. Vocaloid 6 enthält sechs kostenlose Stimmen. Weitere Stimmen können wie auch bei den Vorgängern separat erworben werden.

### Auf Vocaloid aufbauende Stimmen
| Ver. | Stimmname                         | Publikationsdatum                   | Sprache (a)           | Geschlecht                   | Publisher                                                 | Originalstimme                       |
| ---- | --------------------------------- | ----------------------------------- | --------------------- | ---------------------------- | --------------------------------------------------------- | ------------------------------------ |
| (1)  | Leon                              | 3. März 2004                        | Englisch              | männlich                     | Zero-G                                                    |                                      |
| (1)  | Lola                              | 3. März 2004                        | Englisch              | weiblich                     | Zero-G                                                    |                                      |
| (1)  | Miriam                            | 26. Juli 2004                       | Englisch              | weiblich                     | Zero-G                                                    | Miriam Stockley                      |
| (1)  | Meiko                             | 5. Nov. 2004                        | Japanisch             | weiblich                     | Crypton Future Media                                      | Meiko Haigō                          |
| (1)  | Kaito                             | 17. Feb. 2006                       | Japanisch             | männlich                     | Crypton Future Media                                      | Naoto Fūga                           |
| 2    | Sweet Ann                         | 29. Juni 2007                       | Englisch              | weiblich                     | PowerFX                                                   | Jody                                 |
| 2    | Hatsune Miku                      | 31. Aug. 2007                       | Japanisch             | weiblich                     | Crypton Future Media                                      | Saki Fujita                          |
| 2    | Hatsune Miku Append               | 30. Apr. 2010                       | Japanisch             | weiblich                     | Crypton Future Media                                      | Saki Fujita                          |
| 2    | Kagamine Rin                      | 27. Dez. 2007                       | Japanisch             | weiblich                     | Crypton Future Media                                      | Asami Shimoda                        |
| 2    | Kagamine Rin Act.2                | 18. Juli 2008                       | Japanisch             | weiblich                     | Crypton Future Media                                      | Asami Shimoda                        |
| 2    | Kagamine Rin Append               | 27. Dez. 2010                       | Japanisch             | weiblich                     | Crypton Future Media                                      | Asami Shimoda                        |
| 2    | Kagamine Len                      | 27. Dez. 2007                       | Japanisch             | männlich                     | Crypton Future Media                                      | Asami Shimoda                        |
| 2    | Kagamine Len Act.2                | 18. Juli 2008                       | Japanisch             | männlich                     | Crypton Future Media                                      | Asami Shimoda                        |
| 2    | Kagamine Len Append               | 27. Dez. 2010                       | Japanisch             | männlich                     | Crypton Future Media                                      | Asami Shimoda                        |
| 2    | Prima                             | 14. Jan. 2008                       | Englisch              | weiblich                     | Zero-G                                                    | Oper-Sopranistin                     |
| 2    | Gackpoid: Kamui Gakupo            | 31. Juli 2008                       | Japanisch             | männlich                     | Internet                                                  | Gackt                                |
| 2    | Megurine Luka                     | 30. Jan. 2009                       | Japanisch, Englisch   | weiblich                     | Crypton Future Media                                      | Yū Asakawa                           |
| 2    | Megpoid: Gumi                     | 26. Juni 2009                       | Japanisch             | weiblich                     | Internet                                                  | Megumi Nakajima                      |
| 2    | Sonika                            | 15. Juli 2009                       | Englisch              | weiblich                     | Zero-G                                                    |                                      |
| 2    | SF-A2 Miki                        | 4. Dez. 2009                        | Japanisch             | weiblich                     | AH Software                                               | Miki Furukawa                        |
| 2    | Kaai Yuki                         | 4. Dez. 2009                        | Japanisch             | weiblich                     | AH Software                                               |                                      |
| 2    | Hiyama Kiyoteru                   | 4. Dez. 2009                        | Japanisch             | männlich                     | AH Software                                               | Kiyoshi Hiyama                       |
| 2    | Big Al                            | 22. Dez. 2009 (b)                   | Englisch              | männlich                     | PowerFX                                                   | Frank Sanderson                      |
| 2    | Tonio                             | 13. Juli 2010                       | Englisch              | männlich                     | Zero-G                                                    | Oper-Baritonist/Tenorist             |
| 2    | Lily                              | 25. Aug. 2010                       | Japanisch             | weiblich                     | Internet                                                  | Yuri Masuda                          |
| 2    | VY1 / Mizki                       | 1. Sep. 2010                        | Japanisch             | weiblich                     | Yamaha / Bplats                                           |                                      |
| 2    | Gachapoid                         | 8. Okt. 2010                        | Japanisch             | männlich                     | Internet                                                  | Gachapin (Kuniko Amemiya)            |
| 2    | Nekomura Iroha                    | 22. Okt. 2010                       | Japanisch             | weiblich                     | AH Software                                               |                                      |
| 2    | Utatane Piko                      | 8. Dez. 2010                        | Japanisch             | männlich                     | Ki/oon Records Inc. (Sony Music Entertainment Japan)      | Piko                                 |
| 2    | VY2 / Yūma                        | 25. Apr. 2011                       | Japanisch             | männlich                     | Bplats                                                    |                                      |
| 2    | Project if...                     | - (unveröffentlicht)                | Japanisch             | Unisex                       | Crypton Future Media                                      |                                      |
| 3    | Cul                               | 22. Dez. 2011                       | Japanisch             | weiblich                     | Internet                                                  | Eri Kitamura                         |
| 3    | Lily                              | 19. Apr. 2012                       | Japanisch             | weiblich                     | Internet                                                  | Yuri Masuda                          |
| 3    | Gackpoid (Native/Power/Whisper)   | 13. Juli 2012                       | Japanisch             | männlich                     | Internet                                                  | Gackt                                |
| 3    | VY1V3                             | 21. Okt. 2011                       | Japanisch             | weiblich                     | Yamaha / Bplats                                           |                                      |
| 3    | Mew                               | 21. Okt. 2011                       | Japanisch             | weiblich                     | Yamaha / Bplats                                           | Miu Sakamoto                         |
| 3    | Megpoid Power/Whisper/Adult/Sweet | 21. Okt. 2011                       | Japanisch             | weiblich                     | Internet                                                  | Megumi Nakajima                      |
| 3    | SeeU                              | 21. Okt. 2011                       | Koreanisch, Japanisch | weiblich                     | SBS Artech                                                | Kim Dahee                            |
| 3    | Tone Rion                         | 16. Dez. 2011                       | Japanisch             | weiblich                     | Yamaha / Bplats                                           |                                      |
| 3    | Oliver                            | 21. Dez. 2011                       | Englisch              | männlich                     | PowerFX                                                   |                                      |
| 3    | Yuzuki Yukari                     | 22. Dez. 2011                       | Japanisch             | weiblich                     | AHS                                                       | Chihiro Ishiguro                     |
| 3    | Bruno                             | 23. Dez. 2011                       | Spanisch              | männlich                     | Voctro Labs                                               |                                      |
| 3    | Clara                             | 23. Dez. 2011                       | Spanisch              | weiblich                     | Voctro Labs                                               |                                      |
| 3    | IA                                | 27. Jan. 2012                       | Japanisch             | weiblich                     | 1st Place                                                 | Lia                                  |
| 3    | Megpoid Native                    | 16. März 2012                       | Japanisch             | weiblich                     | Internet                                                  | Megumi Nakajima                      |
| 3    | Aoki Lapis                        | 6. Apr. 2012                        | Japanisch             | weiblich                     | Yamaha / Bplats                                           | Nako Eguchi                          |
| 3    | Luo Tianyi                        | 12. Juli 2012                       | Chinesisch            | weiblich                     | Vocaloid China (Shanghai Henian Xinxi Keji)               | Shanxin                              |
| 3    | VY2V3                             | 19. Okt. 2012                       | Japanisch             | männlich                     | Yamaha / Bplats                                           |                                      |
| 3    | Avanna                            | 22. Dez. 2012                       | Englisch              | weiblich                     | Zero-G                                                    |                                      |
| 3    | Mayu                              | 5. Dez. 2012                        | Japanisch             | weiblich                     | Exit Tunes                                                |                                      |
| 3    | Kaito V3                          | 15. Feb. 2013                       | Japanisch             | männlich                     | Crypton Future Media                                      | Naoto Fūga                           |
| 3    | Megpoid English                   | 28. Feb. 2013                       | Englisch              | weiblich                     | Internet                                                  | Megumi Nakajima                      |
| 3    | Zola Project                      | 21. Juni 2013                       | Japanisch             | männlich                     | Yamaha / Bplats                                           |                                      |
| 3    | YAN HE                            | 11. Juli 2013                       | Chinesisch            | weiblich                     | Vocaloid China (Shanghai Henian Xinxi Keji)               | Seira Ryū (Liú Jìngluò)              |
| 3    | Hatsune Miku V3 English           | 31. Aug. 2013                       | Englisch              | weiblich                     | Crypton                                                   | Saki Fujita                          |
| 3    | YOHIOloid                         | 10. Sep. 2013                       | Englisch, Japanisch   | männlich                     | PowerFX                                                   | Yohio                                |
| 3    | Hatsune Miku V3                   | 26. Sep. 2013                       | Japanisch             | weiblich                     | Crypton                                                   | Saki Fujita                          |
| 3    | MAIKA                             | 10. Sep. 2013                       | Spanisch, Katalanisch | weiblich                     | Voctrolabs                                                |                                      |
| 3    | Kokone                            | 14. Feb. 2014                       | Japanisch             | weiblich                     | Internet                                                  |                                      |
| 3    | MEIKO V3                          | 4. Feb. 2014                        | Japanisch, Englisch   | weiblich                     | Crypton Future Media                                      | Meiko Haigō                          |
| 3    | v flower                          | 9. Mai 2014                         | Japanisch             | weiblich                     | Gynoid Co.,Ltd                                            |                                      |
| 3    | IA ROCKS                          | 27. Juni 2014                       | Japanisch             | weiblich                     | 1st. Place/ Yamaha / Crypton Future Media                 | Lia                                  |
| 3    | Xin Hua                           | 10. Februar 2015                    | Chinesisch            | weiblich                     | Gynoid Co., Ltd                                           |                                      |
| 3    | Rana                              | 9. September 2014                   | Japanisch             | weiblich                     | Yamaha / Internet                                         |                                      |
| 3    | Yuezheng Ling                     | 17. Juli 2015                       | Chinesisch            | weiblich                     | Shanghai HENIAN                                           |                                      |
| 3    | Anri Rune                         | - (Privat)                          | Japanisch             | weiblich                     | Fuji TV                                                   | Anri Rune                            |
| 4    | VY1V4 / Mizki                     | 7. Dez. 2014                        | Japanisch             | weiblich                     | Yamaha / Bplats                                           |                                      |
| 4    | Megurine Luka V4                  | 19. März 2015                       | Japanisch             | weiblich                     | Crypton Future Media                                      | Yū Asakawa                           |
| 4    | CYBER DIVA                        | 4. Feb. 2015                        | Englisch              | weiblich                     | Yamaha / Bplats                                           | Jenny Shima                          |
| 4    | Yuzuki Yukari Onn/Jun/Lin         | Mär. 2015                           | Japanisch             | weiblich                     | AH Software                                               | Chihiro Ishiguro                     |
| 4    | Gackpoid V4                       | 30. April, 2015                     | Japanisch             | männlich                     | Internet                                                  | Gackt                                |
| 4    | SF-A2 Miki V4                     | 18 Juni, 2015                       | Japanisch             | weiblich                     | AH-Software                                               | Miki Furukawa                        |
| 4    | Nekomura Iroha V4                 | 18 Juni, 2015                       | Japanisch             | weiblich                     | AH-Software                                               | Kyounosuke Yoshitate                 |
| 4    | V4 Flower                         | 16 Juli, 2015                       | Japanisch             | weiblich                     | Gynoid Co., Ltd. Yamaha Corporation                       |                                      |
| 4    | Sachiko                           | 27 Juli, 2015                       | Japanisch             | Female                       | Yamaha                                                    | Sachiko Kobayashi                    |
| 4    | Arsloid                           | 23. September, 2015                 | Japanisch             | männlich                     | Yamaha Corporation / Universal Music Japan                | Akira Kano                           |
| 4    | Ruby                              | 7. Oktober 2015                     | Englisch              | weiblich                     | VocaTone/PowerFX                                          | Mishakeet                            |
| 4    | Kaai Yuki V4                      | Oktober 2015                        | Japanisch             | weiblich                     | AH-Software                                               |                                      |
| 4    | Hiyama Kiyoteru V4                | Oktober 2015                        | Japanisch             | männlich                     | AH-Software                                               | Kiyoshi Hiyama                       |
| 4    | Megpoid V4                        | November 2015                       | Japanisch             | weiblich                     | Internet Co. Ltd.                                         | Megumi Nakajima                      |
| 4    | Dex                               | November 2015                       | Englisch              | männlich                     | Zero-G                                                    | Sam Blakeslee                        |
| 4    | Daina                             | November 2015                       | Englisch              | weiblich                     | Zero-G                                                    | Aki Glancy                           |
| 4    | Rana V4                           | 1. December 2015                    | Japanisch             | weiblich                     | We've Inc.                                                | Ai Kakuma                            |
| 4    | Kagamine Rin/Len V4X              | Weihnachten 2015                    | Japanisch             | weiblich(Rin) männlich (Len) | Crypton Future Media                                      | Asami Shimoda                        |
| 4    | Kagamine Rin/Len V4 English       | Weihnachten 2015                    | Englisch              | weiblich(Rin) männlich (Len) | Crypton Future Media                                      | Asami Shimoda                        |
| 4    | Unity-chan; Kohaku Otori          | 14. Jan. 2016                       | Japanisch             | weiblich                     | Yamaha Unity Technologies Japan                           | Asuka Kakumoto                       |
| 4    | Fukase                            | Januar 28, 2016                     | Japanisch, Englisch   | männlich                     | Yamaha                                                    | Satoshi Fukase                       |
| 4    | Stardust: Xingchen                | April 13, 2016                      | Chinesisch            | weiblich                     | Shanghai Henian Beijing Photek S&T                        | Chalili                              |
| 4    | Otomachi Una                      | Juli 30, 2016                       | Japanisch             | weiblich                     | Internet Co., Ltd. MTK                                    | Aimi Tanaka                          |
| 4    | Hatsune Miku V4X                  | 31. August 2016                     | Japanisch             | weiblich                     | Crypton Future Media                                      | Saki Fujita                          |
| 4    | Hatsune Miku V4 English           | 31. August 2016                     | Englisch              | weiblich                     | Crypton Future Media                                      | Saki Fujita                          |
| 4    | Tohoku Zunko V4                   | Oktober 27, 2016                    | Japanisch             | Female                       | AH-Software                                               | Satomi Sato                          |
| 4    | Cyber Songman                     | 31. Oktober 2016                    | Englisch              | männlich                     | Yamaha                                                    |                                      |
| 4    | Macne Nana V4                     | 15. Dezember 2016                   | Japanisch, Englisch   | weiblich                     | MI7                                                       | Haruna Ikezawa                       |
| 4    | Uni                               | Februar 14, 2017                    | Koreanisch            | weiblich                     | ST Media                                                  |                                      |
| 4    | Tone Rion V4                      | 16. Februar 2017                    | Japanisch             | weiblich                     | Dear Stage (Moe Japan)                                    | Nemu Yumemi                          |
| 4    | Yumemi Nemu                       | 16. Februar 2017                    | Japanisch             | weiblich                     | Dear Stage (Moe Japan)                                    | Nemu Yumemi                          |
| 4    | Yuezheng Longya                   | Juni 24, 2017                       | Chinesisch            | männlich                     | Shanghai Henian                                           | Jie Zhang                            |
| 4    | Azuki                             | Juli 12, 2017                       | Japanisch             | weiblich                     | Yamaha / Sega                                             | Yuka Ōtsubo                          |
| 4    | Matcha                            | Juli 12, 2017                       | Japanisch             | weiblich                     | Yamaha / Sega                                             | Ayaka Ohashi                         |
| 4    | Lumi                              | August 30, 2017                     | Japanisch             | weiblich                     | Akatsuki Virtual Artists                                  | Sayaka Ohara                         |
| 4    | Xin Hua V4                        | 1. September 2017                   | Chinesisch            | weiblich                     | Gynoid Co., Ltd. Shanghai Wangcheng                       | Wenyi Wang                           |
| 4    | Hatsune Miku V4 Chinese           | 5. September 2017                   | Chinesisch            | weiblich                     | Crypton Future Media                                      | Saki Fujita                          |
| 4    | Xin Hua Japanese                  | 22. September 2017                  | Japanisch             | weiblich                     | Gynoid Co., Ltd.                                          | Wenyi Wang                           |
| 4    | Luo Tianyi V4                     | 30. Dezember 2017                   | Chinesisch            | weiblich                     | Shanghai Henian                                           | Shan Xin                             |
| 4    | Kizuna Akari                      | 26. April 2018                      | Japanisch             | weiblich                     | AH-Software Vocalomakets                                  | Madoka Yonezawa                      |
| 4    | Zhang Chuchu                      | 30. April 2018 (limitierte Auflage) | Chinesisch            | weiblich                     | Shanghai Wangcheng Migu Comics                            | Wan Su                               |
| 4    | Yuecheng                          | 30. April 2018 (limitierte Auflage) | Chinesisch            | männlich                     | Shanghai Wangcheng Chengdu Yuefang Cultural Broadcast Co. | Nuochen                              |
| 4    | Luo Tianyi V4 Japanese            | 18. Mai 2018                        | Japanisch             | weiblich                     | Shanghai Henian                                           | Shan Xin Kano                        |
| 4    | Mirai Komachi                     | 24. Mai 2018                        | Japanisch             | weiblich                     | Yamaha Bandai Namco Studio, Inc                           |                                      |
| 4    | Zhiyu Moke                        | 2. August 2018                      | Chinesisch            | männlich                     | Shanghai Henian                                           | Shangqing Su                         |
| 4    | Mo Qingxian                       | 2. August 2018                      | Chinesisch            | weiblich                     | Shanghai Henian                                           | Mingyue                              |
| 5    | Amy                               | 12. Juli 2018                       | Englisch              | weiblich                     | YAMAHA Corporation                                        |                                      |
| 5    | Chris                             | 12. Juli 2018                       | Englisch              | männlich                     | YAMAHA Corporation                                        |                                      |
| 5    | Kaori                             | 12. Juli 2018                       | Japanisch             | weiblich                     | YAMAHA Corporation                                        |                                      |
| 5    | Ken                               | 12. Juli 2018                       | Japanisch             | männlich                     | YAMAHA Corporation                                        |                                      |
| 5    | VY1                               | 12. Juli 2018                       | Japanisch             | weiblich                     | YAMAHA Corporation                                        |                                      |
| 5    | VY2                               | 12. Juli 2018                       | Japanisch             | männlich                     | YAMAHA Corporation                                        |                                      |
| 5    | CYBER DIVA II                     | 12. Juli 2018                       | Englisch              | weiblich                     | YAMAHA Corporation                                        | Jenny Shima                          |
| 5    | CYBER SONGMAN II                  | 12. Juli 2018                       | Englisch              | männlich                     | YAMAHA Corporation                                        |                                      |
| 5    | Haruno Sora (Natural/Cool)        | 26. Juli 2018                       | Japanisch             | weiblich                     | AH Software                                               | Kikuko Inoue                         |
| 5    | Meika Hime & Mikoto               | 30. März 2019                       | Japanisch             | unbekannt                    | Gynoid Co., Ltd                                           | Kotori Koiwai                        |
| 5    | Luo Tianyi V5                     | 12. Feb. 2023                       | Chinesisch            | weiblich                     | Shanghai Henian                                           | Shan Xin                             |
| 5    | Yan He V5                         | 12. Feb. 2023                       | Chinesisch            | weiblich                     | Shanghai Henian                                           | Seira Ryu                            |
| 5    | Yuezheng V5                       | 12. Feb. 2023                       | Chinesisch            | weiblich                     | Shanghai Henian                                           | QI Inory                             |
| 6    | Sarah                             | 13. Oktober 2022                    | Englisch              | männlich                     | Yamaha Corporation                                        |                                      |
| 6    | Allen                             | 13. Oktober 2022                    | Englisch              | weiblich                     | Yamaha Corporation                                        |                                      |
| 6    | Akito                             | 13. Oktober 2022                    | Japanisch             | weiblich                     | Yamaha Corporation                                        |                                      |
| 6    | Haruka                            | 13. Oktober 2022                    | Japanisch             | männlich                     | Yamaha Corporation                                        |                                      |
| 6    | AI Megpoid                        | 13. Okt. 2022                       | Japanisch             | weiblich                     | Internet                                                  | Megumi Nakajima                      |
| 6    | Po-uta                            | 7. März 2023                        | Englisch              | männlich                     | Yamaha Corporation                                        | Porter Robinson                      |
| 6    | Fuiro                             | 9. Mai 2023                         | Japanisch             | weiblich                     | Yamaha Corporation                                        | philo                                |
| 6    | ZOLA Project V6                   | 20. Juni 2023                       | Japanisch             | männlich                     | Yamaha Corporation                                        | Minorun (Yuu) Nanox (Kyo) Maui (Wil) |
| 6    | AI Otomachi Una                   | 22. Juni 2023                       | Japanisch             | weiblich                     | Internet                                                  | Aimi Tanaka                          |
| 6    | Aya                               | angekündigt                         | Japanisch             | weiblich                     | Yamaha Corporation                                        |                                      |
| 6    | Sakura                            | angekündigt                         | Japanisch             | weiblich                     | Yamaha Corporation                                        |                                      |
| 6    | Naoki                             | angekündigt                         | Japanisch             | männlich                     | Yamaha Corporation                                        |                                      |
| 6    | Asahi                             | angekündigt                         | Japanisch             | männlich                     | Yamaha Corporation                                        |                                      |
| 6    | Kenji                             | angekündigt                         | Japanisch             | männlich                     | Yamaha Corporation                                        |                                      |
| 6    | Shion                             | angekündigt                         | Japanisch             | unbekannt                    | Yamaha Corporation                                        |                                      |
| 6    | Yuka                              | angekündigt                         | Japanisch             | weiblich                     | Yamaha Corporation                                        |                                      |
| 6    | Hayato                            | angekündigt                         | Japanisch             | männlich                     | Yamaha Corporation                                        |                                      |
| 6    | Yuina                             | angekündigt                         | Japanisch             | unbekannt                    | Yamaha Corporation                                        |                                      |
| 6    | Kazuya                            | angekündigt                         | Japanisch             | unbekannt                    | Yamaha Corporation                                        |                                      |
| 6    | Kana                              | angekündigt                         | Japanisch             | unbekannt                    | Yamaha Corporation                                        |                                      |
| 6    | Taku                              | angekündigt                         | Japanisch             | unbekannt                    | Yamaha Corporation                                        |                                      |

Vocaloid-Versionen:
 Vocaloid  Vocaloid 2  Vocaloid 3  Vocaloid 4  Vocaloid 5 Vocaloid 6

## Rechtliche Situation
Die Rechte an den mit Vocaloid erzeugten Gesängen gehören, laut Lizenz der Software, dem Benutzer. Damit wird der künstliche Gesang genauso behandelt wie jeder andere durch einen Synthesizer erschaffene Klang. Die erzeugten Stücke können laut Lizenz auch für kommerzielle Werke genutzt werden, solange die Textinhalte nicht gegen die Öffentliche Ordnung verstoßen.
Die Maskottchen und deren Bildrechte gehören zu Crypton Future Media oder anderen Urhebern und dürfen nicht für kommerzielle Zwecke verwendet werden. So ist es z. B. illegal, mit den Figuren ohne die Zustimmung des Urhebers zu werben. In Deutschland werden die Figuren entsprechend § 106 UrhG sowie durch die Definition Geschützter Werke § 2 UrhG zum Schutzgut. Analog zu Anime Music Videos bzw. der Dōjin-Szene allgemein wird dies aber größtenteils geduldet, da die Verwendung der Figuren auch eine Werbung für das eigentliche Produkt darstellt. Zudem für die weithin verwendete Illustration von Miku Hatsune, wurde diese 2012 von Crypton unter der Lizenz Creative Commons CC-BY-NC freigegeben.

## Popularität in Japan
In Japan wurde von Crypton Future Media eine ganze Reihe von japanischen Stimmen entwickelt. Diese sollten sich sowohl an den professionellen Musiker, als auch an Einsteiger richten. Jedoch musste Crypton in einem Interview bekannt geben, dass sich keine bekannten Sänger dazu überreden ließen, von ihrer Stimme eine mögliche Kopie anfertigen zu lassen. Als Ausweg aus diesem Dilemma nutzte Crypton die Sprachdaten von Seiyūs, was letztlich zu für Anime-Figuren typischen Stimmen führte, die laut Crypton der eines Sängeridols aus der Zukunft entsprechen sollen. Aufgrund ihrer Verwandtschaft mit den Stimmen von Anime-Figuren und einer weitreichenden Akzeptanz dieser innerhalb Japans, entschloss sich der Entwickler zu jeder Stimme einen Charakter, eine visuelle Umsetzung als Figur, entwerfen zu lassen. Den von bekannten Mangaka und Illustrator KEI entworfenen und als Werbefigur gedachten Charakteren gab man Eigenschaften wie Alter, Größe, Gewicht und ordnete ihnen eine bestimmte musikalische Begabung (Stimmumfang, Musikstil, Geschwindigkeit usw.) zu.
Populär wurden hauptsächlich die Stimmen, die auf Yamahas Software-Synthesizer Vocaloid2 und Nachfolger Aufbauten. Von den Programmen, die nach ihren „Idolen“ benannt wurden, wurde insbesondere die fiktive Werbefigur Miku Hatsune und deren Stimme bekannt. Anfänglich verbreiteten sich hauptsächlich Musikvideos, die bei dem japanischen Videohoster Nico Nico Douga eingestellt wurden. Ein häufig aufgegriffenes Video zeigte Miku in derselben Pose wie einst Orihime Inoue aus Bleach, deren Auftritt in einem Flash-Video als Loituma Girl die finnische Band Loituma international bekannt machte. Diesmal ließ der Einsteller jedoch den als Ievan Polkka bekannten Titel von der Software interpretieren. Hersteller Crypton sah darin einen Beweis für die vielfältigen Einsatzmöglichkeiten seiner Software.
Mit gestiegener Bekanntheit der Software wandelte sich Nico Nico Douga zu einem Ort für gemeinschaftliche Projektarbeiten. So wurden die von einigen Nutzern erzeugten Musikstücke durch andere Nutzer illustriert oder in 2D oder auch 3D animiert. Es entstanden daraus auch zahlreiche Remixes, wo bestimmte Versionen miteinander gekreuzt wurden, oder es wurde schlicht nach Ideen für die Umsetzung weiterer Videos gefragt. Der Hype um die Figur verstärkte sich, als am 18. Oktober 2007 verschiedene Medien unter der Berufung auf ein BBS berichteten, dass Miku Hatsune das Opfer der Zensur von Google und Yahoo! geworden sei, da keine Bilder von der recht bekannt gewordenen Figur in der Bildersuche beider Anbieter auftauchten. Google und Yahoo verneinten eine Zensur ihrerseits und gaben an, dass ein Fehler in beiden Systemen dazu geführt habe, dass „Hatsune Miku“ (初音 ミク) wie auch einige andere Schlüsselwörter nicht gefunden werden können. Beide Anbieter versprachen daraufhin, den Fehler schnellstmöglich zu beseitigen. Seit dem 19. Oktober 2007 wurden die ersten Bilder von Miku wieder in der Suche von Yahoo gelistet.
Durch die Videos und die Presse bekannt geworden, hatten Miku, Rin und Len in einer Folge (Zoku) Sayonara Zetsubō Sensei ihren ersten Cameo-Auftritt innerhalb einer Anime-Fernsehserie, in der verschiedenste Leute und Charaktere versuchten, die Stimme von Meru Otonashi zu imitieren. In der OVA von Lucky Star hatte Miku ebenfalls einen kurzen Auftritt in dem Cosplay-Traum von Kagami.
Die Popularität in Japan der Vocaloid-Software, insbesondere jener des Herstellers Crypton Future Media, der mit Miku Hatsune, Rin/Len Kagamine und Luka Megurine die bekanntesten Variationen besitzt, fand unter anderem Ausdruck, dass der Unternehmensvorsitzende Hiroyuki Itō 2013 vom japanischen Staat mit der „Ehrenmedaille am Blauen Band“ ausgezeichnet wurde, mit der Personen, die sich um die Verbesserung des Gemeinwohls und der Bildung verdient gemacht haben, honoriert werden. In diesem Zusammenhang bezeichnete die japanische Zeitung Sports Hōchi Hatsune Miku als weltweit bekanntestes japanisches Idol.
Vocaloid inspirierte außerdem viele weitere Programme, da es lange Zeit das erste seiner Art war. Viele diese Programme sind Vocaloid heutzutage sogar in ihrem Umfang überlegen, etwa wie CevioAI aus dem Jahr 2013 welches vor allem seit 2021 Bekanntheit durch seine herausragende KI-Stimmen erlangte. SynthesizerV von Dreamtonics wurde ebenfalls durch Vocaloid inspiriert und erlangte große Beliebtheit. Auch das Freeware Programm UTAU inspirierte sich von Vocaloid und wollte eine kostenlose Alternative zu ihm schaffen. Weitere Programme wären beispielsweise Piapro Studio NT.
Auch entstanden Fan-Charactere wie etwa Kasane Teto.
Vocaloid wurde im Japanischen außerdem zu einer Bezeichnung für jede Art von synthetischer Gesangsstimme, auch wenn diese nicht auf dem Programm Vocaloid basiert. Daher wird Hatsune Miku beispielsweise immer noch als Vocaloid bezeichnet auch wenn sie heutzutage tatsächlich auf dem Programm Piapro Studio NT basiert.

### Die Charaktere

#### Miku Hatsune
初音 ミク, Hatsune Miku
Miku Hatsune ist der Name der Figur, welche die Verpackung der als Hatsune Miku bezeichneten Stimme schmückte. Ihr Name setzt sich aus den Bestandteilen Hatsu (初, dt. „Erster“), Ne (音, dt. „Klang“) und Miku (未来, dt. „Zukunft“) zusammen, also „erster Klang aus der Zukunft“. Ihr Vorname wird häufig auch mit der Zahl 39 assoziiert, da mi auch „3“ und ku auch „9“ bedeutet. Die Daten zur Beschreibung des zu Grunde liegenden Sprachmodells stammen von Saki Fujita, die aus 500 Bewerbern wegen ihrer Idol-Stimme ausgewählt wurde. Dabei wurde die Software nicht wie sonst üblich an die allgemeine Umgangssprache angepasst, sondern speziell für die Erstellung von J-Pop-Titeln ausgelegt, wie sie in Anime üblich sind. Trotzdem ist es auch möglich, Titel anderer Genre zu erstellen, wenn auch der Aufwand dadurch größer wird.
Ihre Erscheinung ist die eines Mädchens mit langen türkisfarbenen Haaren, die mit zwei rötlichen Knoten zu zwei weit herunterhängenden Zöpfen zusammengebunden sind. Unter diesen trägt sie Kopfhörer. Am Körper trägt sie eine ärmellose Schuluniform mit kurzem Minirock und eine lange Krawatte. Ihre Unterarme werden von Armstrümpfen bedeckt, während sie am Oberarm eine rote Tätowierung trägt, die sich als „01“ liest und damit eine Anspielung auf den ersten Charakter der Reihe von Crypton Future Media produzierten Vocaloids darstellt.
Als bekannteste Figur der Reihe weist sie auch die meisten Adaptionen in anderen Medien auf. So wurde sie beispielsweise auch als Werbefigur für die japanische Version des Online-Multiplayerspiels PangYa verwendet, dessen neuste Kampagne am 22. Mai 2008 startete und Miku als eine der Spielfiguren anbot. Ihren ersten Auftritt in einem Konsolenspiel hatte sie in 13-sai no Hello Work DS (13歳のハローワークDS), einem Spiel für Nintendo DS, in dem sie als Nebencharakter im Musiker-Minispiel, danach zudem zweimal in der Hauptstory und nach dem Durchspielen des Spiels in einem wiederholbaren Quiz-Level auftauchte.
In dem von Sega für die PlayStation Portable produzierten und am 2. Juli 2009 veröffentlichten Spiel Hatsune Miku: Project DIVA (初音ミク プロジェクト ディーヴァ) übernahm Miku die Hauptrolle zusammen mit den anderen Charakteren der Vocaloid-Reihe. Bei dem Musikspiel tanzen die Figuren entsprechend der Musik.
In der ersten Woche setzte es sich mit 102.821 verkauften Exemplaren auf Platz 2 der japanischen Spielecharts. In den meisten Läden wurden mehr als 90 % der gelieferten Exemplare verkauft und in vielen Läden war es zum Wochenende hin ausverkauft.
Während SEGA derzeit an einer Arcade-Variante mit dem Namen Hatsune Miku: Project DIVA Arcade (von der bereits zuvor bis Mai 2010 in einigen ausgesuchten Arcade-Hallen Testversionen gespielt werden konnten) arbeitet, erschien am 24. Juni 2010 ein Add-on für das PSP-Spiel mit dem Namen Hatsune Miku: Project DIVA Dreamy Theater. Gespielt wird dieses Add-on auf der PlayStation 3 und ermöglicht nach dem Verbinden einer PSP (mit eingelegtem Project DIVA-Spiel) das Spiel auf einem Fernseher in besagter Project DIVA Arcade-Grafik zu spielen.
Am 29. Juli 2010 erschien der Nachfolger Hatsune Miku: Project DIVA 2nd (初音ミク プロジェクト ディーヴァ 2nd), dass eine erweiterte Spielmechanik aufweist und auch mehr Inhalte für die anderen Vocaloid-Charaktere bringt. Es erschienen im Verlauf noch weitere Versionen, wie zuletzt Hatsune Miku: MagaMix aus dem Jahr 2020. Insgesamt wurden 6 Mio. Exemplare verkauft. Das mobile Spiel Hatsune Miku: Project SEKAI Colorful Stage zählt derzeit rund 5 Mio. Spieler.
Hauptarikel: Hatsune Miku: Project Diva Serie
Am 31. August 2013 wurde eine englische Sprachfassung namens Hatsune Miku V3 English veröffentlicht, die auf der neueren Vocaloid-3-Software basiert und am 26. September 2013 erschien die japanische Vocaloid-3-Neufassung.
Am 30. August 2016 erschien die Japanische und Englische Vocaloid 4 Neufassung, welche erstmalig E.V.C.E. fähig war. Am 10. September 2017 veröffentlichte Crypton Future Media ihre erste Chinesische Stimme: Hatsune Miku V4 Chinese.
2019 wurde bekannt, dass Hatsune Miku und alle weiteren Stimmen von Crypton Future Media, Vocaloid verlassen werden und neuere Versionen (wie etwa Hatsune Miku NT aus dem Jahr 2020) fortan für die eigenständigen Software Piapro Studio veröffentlicht werden.
Hatsune Miku ist auch außerhalb von Vocaloid sehr bekannt und ist die einzige Vocaloid Stimme die weltweit als virtueller Popstar akzeptiert wurde und nicht nur als Computerstimme.

#### Rin und Len Kagamine
鏡音リン・レン, Kagamine Rin/Len
Zusammen mit dem zweiten Produkt der Reihe wurden am 27. Dezember 2007 die Charaktere Rin und Len vorgestellt. Trotz gleichem Familiennamen und ähnlichen Aussehens soll es sich nicht um Geschwister, sondern Reflexionen handeln, wie es auch aus der Übersetzung ihrer Namensbestandteile ersichtlich ist. Diese setzten sich aus den Worten Kagami (鏡, dt. Spiegel), Ne (音, dt. Klang) und ihren Vornamen Rin und Len (Anspielungen auf Links und Rechts) zusammen. Nach Angaben des Herstellers besitzt das Produkt zwei Sprachbänke, die beide aus den Gesangsdaten von Asami Shimoda erzeugt wurden. Trotz zweier Stimmen wurde das Paket zum gleichen Preis wie sein Vorgänger angeboten. Am 12. Juni 2008 kündigte Crypton eine Neuveröffentlichung an, die act2 getauft wurde und seit Juli 2008 angeboten wird. Besitzer der alten Version bekamen das Update kostenlos zugeschickt, das sich parallel zu dem bisherigen Programm installierte. Dadurch konnten die Anwender zwischen beiden Fassungen wählen.
Beide Charaktere wurden mit kurzem, blondem Haar dargestellt und hatten im Vergleich zu Miku ein jüngeres Aussehen und eine jünger wirkende Stimme. Farblich wurden sie in Schwarz-Weiß-Gold gehalten und wie bisher alle Charaktere der Reihe mit Kopfhörern ausgestattet. Laut Hersteller sollten sich beide Stimmen besonders für Elektro-, Dance- und Popmusik eignen und waren auch für den Gebrauch als Duett gedacht, wobei sich die Stimmen natürlich auch mit denen anderer Produkte kombinieren lassen.
Die neuerste Version ist Kagamine Rin/Len V4X, welche an Weihnachten 2015 für Vocaloid4 veröffentlicht wurde.
Zur gleichen Zeit erschien ebenfalls erstmalig eine Englische Version.

#### Luka Megurine
巡音 ルカ, Megurine Luka
Die dritte weibliche Stimme wurde am 30. Januar 2009 unter dem Namen Megurine Luka vorgestellt. Ihr Nachname setzt sich aus Meguri (巡, dt. „zirkulieren“) und Ne (音, dt. „Klang“) zusammen, während ihr Vorname willkürlich festgelegt wurde. Die Stimme von Luka soll die einer zwanzigjährigen Sängerin wiedergeben, wurde sowohl für japanischen als auch englischen Gesang konzipiert und basiert auf den Aufnahmen von Yū Asakawa.
Ihre äußere Erscheinung ist die einer reiferen Frau mit rosafarbenem Haar und einem schwarzen Gewand, das mit zahlreichen goldenen Elementen verziert ist. Wie ihre Vorgängerinnen trägt sie Kopfhörer und am Oberarm die Tätowierung „03“, was sie als dritte Sängerin in der Reihe einordnet. Gleich zu Beginn wurde ihr Erscheinen von einer größeren Werbekampagne begleitet. Aufgrund der Ähnlichkeit ihres Namens zu der japanischen Aussprache für Thunfisch (くろまぐろ, kuromaguro) wurde sie mit diesem in Zusammenhang gebracht. Es entwickelten sich schnell verschiedene Videos und Illustrationen, in denen sie immer wieder zusammen mit einem Thunfisch abgebildet wurde, den sie für alle erdenkbaren Dinge benutzte. Bald darauf wurden ihre rosafarbenen Haare zum „Opfer“ einer weiteren Idee. Als Tako Luka wurde ihr Haar zu Fangarmen eines Tintenfischs umgewandelt. Aus dieser Idee entstanden verschiedenste Variationen, die sich zuerst auf Nico Nico Douga verbreiteten.
Die neuerste Version ist Megurine Luka V4X, welche am 19. März 2015 für Vocaloid4 veröffentlicht wurde.

#### Gackpoid
がくっぽいど, Gakuppoido
Nachdem Crypton oftmals vergeblich versucht hatte, bekannte japanische Musiker zu einer Kooperation zu überreden, richtete man sich an Dwango (neuer Besitzer der K.K. Internet (englisch Internet Co., Ltd.), dem Verleger von Vocaloid) und bekam die Empfehlung, sich an den Sänger und Schauspieler Gackt zu wenden. Dieser hatte bereits zuvor seine Stimme für Dwangos Telefondienste bereitgestellt. Schließlich willigte Gackt dem Vertrag ein und stellte seine Stimme bereit. So erschien seine Stimme unter dem Namen Gackpoid (alternativ auch als Kamui Gakupo (神威 がくぽ) bezeichnet). Neben drei Beispieltiteln wurden auch zwei Originaltitel von Gackt der Veröffentlichung beigelegt, was einen Vergleich der Stimmen ermöglichte.
Das Produkt sollte bereits im Juni 2008 erscheinen, aber obwohl die Stimme von Gackt bereits als Datenbank für Vocaloid vorlag, fehlte noch immer ein Maskottchen, das sich in die Reihe der bestehenden Stimmen einfügen würde. Dazu wurde der Mangaka Kentarō Miura, der besonders durch sein Werk Berserk bekannt wurde, um eine Illustration erbeten. Da Kentarō selbst ein größerer Fan von Nico Nico Douga war, stimmte er einer solchen Beteiligung zu und entwarf die Figur, ohne eine Gegenleistung zu verlangen. Gackt war ebenfalls mit dieser Entscheidung glücklich, da er wiederum ein Fan der Berserk-Reihe war. So wollte er unbedingt ein Fax von den Entwürfen haben, obwohl er gerade für Guy Moshes Film Bunraku bei den Dreharbeiten war. Deshalb verspätete sich die Markteinführung um fast zwei Monate. Der mit violetten, langen Haaren gestaltete Charakter erblickte am 31. Juli 2008 zusammen mit der Software das Licht der Welt.

#### Gumi Megpoid
Am 26. Juni 2009 veröffentlichte K.K. Internet ein weibliches Pendant zu Gakupoid. Dabei wurde die Stimme der Synchronsprecherin und Sängerin Megumi Nakajima verwendet, die durch ihre Rolle als Ranka Lee in der Space Opera Macross Frontier bekannt wurde. Gedacht ist das Modell für ein Tempo von 60 bis 175 bpm und für einen Stimmumfang von F2 bis A4.
Am 21. Oktober 2011 erschien eine neue Fassung für Vocaloid 3 mit den vier Stimmvariationen Megpoid Power, Megpoid Whisper, Megpoid Adult und Megpoid Sweet. Am 16. März 2012 erschien Megpoid Native und am 28. Februar 2013 eine englische Fassung namens Megpoid English.
Megpoid erhielt ebenfalls eine Vocaloid4 Fassung, sowie eine Vocaloid6 Fassung in den Sprachen Japanisch, Englisch und Chinesisch. Megpoid V6 unterstützte erstmalig Vocaloid:AI und wurde am 17. Oktober 2022 veröffentlicht.
Seit 2022 und 2023 ist Megpoid auch in anderen Programmen wie AI.VOICE und Synthesizer V Studio vertreten.
Das Maskottchen Gumi stammt von dem Mangaka Masami Yūki (Tetsuwan Birdy, Kidō Keisatsu Patlabor).

#### Kaito
Kaito ist der erste männliche Vocaloid, der von Crypton Future Media veröffentlicht wurde. Im Original stammt er von Yamaha. Seine Stimme basiert auf der des japanischen Sängers Naoto Fūga. Kaito wurde als Gegenstück zu Meiko erschaffen und gemeinsam mit ihr entwickelt.

#### Meiko
Meiko war eine der ersten Vocaloid-Charactere zusammen mit Kaito. Sie wurde am 5. November 2004 veröffentlicht und erhielt am 4. Februar 2014 eine überarbeitete Version für Vocaloid3. Sie wurde ursprünglich von Yamaha entwickelt und später an Crypton Future Media übergeben.

#### IA
イア
IA wurde von 1st Place entwickelt und am 27. Januar 2012 veröffentlicht und am 27. Juni 2014 um eine Vocaloid3 Version erweitert. Das Charakterdesign stammt von Aka Akasaka. IA ist eine weibliche Japanische Stimme.
Seit 2016 ist sie nicht mehr Teil Vocaloids. Neuere Versionen funktionieren hingegen über CevioAI, ein Konkurrent von Vocaloid. Seit dem Wechsel zu CevioAI erhielt sie eine englische Version sowie überarbeitete japanische Versionen.

#### V.flower
Flower ist eine von Gynoid in Zusammenarbeit mit Yamaha entstandene weibliche Gesangsstimme, die am 9. Mai 2014 erstmals für den Vocaloid3 Editor veröffentlicht wurde. In den folgenden Jahren erhielt sie eine Vocaloid4 Version.
Flower ist nicht länger Teil Vocaloids, sondern seit 2022 ebenfalls bei CevioAI vertreten.
Otomachi Una
音街ウナ
Otomachi Una wurde am 30. Juli 2016 für Vocaloid4 veröffentlicht und erhielt am 22. Juni 2023 eine überarbeitete Version für Vocaloid 6 mit Vocaloid:AI Unterstützung. Sie wurde von Internet Co. Ltd. entwickelt und taucht neben Vocaloid auch noch in anderen Programmen wie etwa VOICEROID2 auf.
Trotz dass sie erst mit Vocaloid4 auftrat und nicht wie andere populäre Stimmen bereits mit Vocaloid2 konnte sie dennoch große Bekanntheit erlangen.
Fukase
ふかせ
Fukase ist eine Vocaloid4 Stimme, entwickelt von TOKYO FANTASY Inc. und durch Yamaha veröffentlicht. Seine Originalstimme stammt con Satoshi Fukase, der auch Namensgeber war. Fukase besitzt im Vergleich zu anderen bekannten Vocaloids nur eine Version für Vocaloid4 und keine Überarbeitungen.

### Adaptionen
Der Mangaka KEI, der auch einige der Charaktere entworfen hatte, veröffentlicht seit dem 26. November 2007 den Manga Maker Hikōshiki Hatsune Mix. Er erscheint innerhalb des Magazins Comic Rush, das von Jive herausgegeben wird. Ein weiterer Manga mit dem Namen Hachune Miku no Nichijō Roipara!, gezeichnet von Ontama, wird seit dem 26. Dezember 2007 innerhalb des Magazins Comp Ace veröffentlicht, das von Kadokawa Shoten herausgegeben wird.
Aufbauend auf dem Musikvideo Black Rock Shooter, in dem eine dunkel gehaltene Abwandlung von Miku Hatsune auftrat, entstand die gleichnamige Original Video Animation Black Rock Shooter. Sie wurde vom Animationsstudio Ordet animiert, das unter anderem von Yutaka Yamamoto gegründet wurde, nachdem er im Jahr 2007 die Studios Kyōto Animation und Animation Dō verließ. Sie erschien am 24. Juli 2010 und hatte eine Gesamtlänge von rund 52 Minuten. Eine Besonderheit der Produktion war es, dass sie direkt mit Untertiteln in neun verschiedenen Sprachen veröffentlicht wurde.

### Musikveröffentlichungen
Auf der Basis von Hatsune Miku erschienen zahlreiche Dōjin Ongaku (von Fans produzierte Titel). Mit der Zeit (Anfang 2008) entstanden so erste Alben, die beispielsweise von Frontier Works oder im Selbstverlag publiziert wurden. Dabei fanden die Stücke auch Verwendung in anderen Medien, wie etwa dem Computerspiel Tori no Hoshi – Aerial Planet (トリノホシ 〜Aerial Planet〜).
Am 27. August 2008 veröffentlichte Victor Entertainment das Album Re:package. Es enthielt eine Auswahl von Titeln, die von der Stimme Hatsune Miku gesungen wurden. Erstellt wurden die Titel von einer Gruppe von Dōjin-Künstlern, die sich Livetune nannten. Das Album verkaufte sich innerhalb der ersten Woche mehr als 20.000 mal und konnte sich in den Charts von Oricon den fünften Platz sichern. Miku Hatsune wurde damit zur ersten synthetischen Pop-Ikone und erhielt beim Seiun-Preis im Jahr 2008 den Preis in der freien Kategorie.
Im Jahr 2009 wurde am 4. März das Album supercell veröffentlicht, dessen Künstler als supercell feat. Miku Hatsune angegeben wurde. Innerhalb des ersten Tages verkaufte sich die CD mehr als 20.000-mal und erreichte damit den 2. Platz der täglichen und schließlich Platz 4 der Wochencharts. Bereits im Vorfeld der Veröffentlichung wurden viele der Titel von den Erstellern zum kostenlosen Download angeboten und waren auf den bekannten Video-Plattformen Nico Nico Douga und YouTube in zahlreichen Versionen aufgetaucht. Zu diesen gehörten unter anderen Koi wa Sensō (恋は戦争, dt. „Liebe ist Krieg“) und Melt (メルト, Meruto, dt. „Schmelzen“).
Nach Angaben von Crypton wurden bis 2013 über 100.000 Stücke mit Miku Hatsune als Interpretin veröffentlicht, 170.000 Videos mit ihr auf YouTube hochgeladen und etwa 1.000.000 Illustrationen mit ihr erstellt.

### Konzerte
Obwohl die Vocaloids nur virtuelle Sänger sind, treten sie in Form ihrer jeweiligen visuellen Figuren auch in „Live“-Konzerten auf. Beim Animelo Summer Live am 22. August 2009 wurden die Titel Miku Miku ni Shite Ageru (Shiteyan yo) und Black Rock Shooter gespielt, die von Miku Hatsune gesungen wurden, während die Figur der Miku Hatsune dazu passend tanzend überlebensgroß auf einer Videoleinwand projiziert wurde. Am 9. März 2010 fand mit Miku no Hi Kanshasai 39’s Giving Day das erste „Solo-Konzert“ eines Vocaloids statt, das Sega in Zusammenarbeit mit Crypton Future Media anlässlich der Veröffentlichung des Computerspiels Hatsune Miku: Project DIVA veranstaltete. Dabei wurden Stücke verschiedener Künstler die Miku als Sängerin verwandten und im Spiel vorkommen, mit der ebenfalls im Spiel vorkommenden 3D-Darstellung von Miku lebensgroß auf eine transparente Leinwand projiziert, was den Eindruck einer realen Sängerin erwecken sollte. Derartige Konzerte, auch mit den anderen Figuren von Crypton Future Media, finden seitdem regelmäßig in Japan statt, als auch gelegentlich auf Anime-Conventions im Ausland. Am 3. Juni 2016 war AH-Software mit deren Vocaloids (Yuzuki Yukari u. a.) in Berlin und traten Live auf. Yuzuki Yukari hat sogar zusammen mit ihrer Stimmgeberin Chihiro Ishiguro gesungen. Vor allem Hatsune Miku hat jährlich viele Konzerte, wie etwa Magical Mirai, MikuExpo Oder zuletzt im Jahr 2023 die Hatsune Miku Thunderbolt Tour.

### Beteiligung an der Super-GT-Meisterschaft
In der Super-GT-Saison 2008 traten zwei Rennwagen in der GT300-Klasse an, die mit den Bildern und Farbschemen der Charaktere Miku Hatsune und Rin und Len Kagamine versehen waren. Das erste Fahrzeug war der Hatsune Miku Studie Glad BMW Z4 (#808), der für Studie, einem Tuning-Anbieter von BMW, unterwegs war. Für die Endrunde der Meisterschaft adaptierte Mola, eines der führenden Teams, die Charaktere Rin und Len Kagamine auf ihrem Mola Leopalace Z (#46).
Insbesondere der Hatsune Miku Studie Glad BMW Z4 getaufte Wagen wurde von den Medien als erster Itasha bezeichnet, der an einem internationalen Rennen der Fédération Internationale de l’Automobile teilgenommen habe. Obwohl der Wagen nur viermal beim Zeittraining antrat und sich nicht einmal qualifizieren konnte, nahm er am letzten Rennen der Saison teil und schloss das Rennen mit einem achtzehnten Platz ab. Als Unterstützer des Teams trat Crypton in Erscheinung. Der Wagen zog nicht nur wegen seines besonderen Aussehens und Farbschema die Blicke auf sich, sondern galt auch als Kandidat für die mögliche Rückkehr von BMW in die Super GT, seitdem der Z4 bereits die Gruppe N in Japan dominiert hatte.
Mit dem gewagten Design war Studie auch eines der ersten Teams, das Farbschemen aus der Öffentlichkeit übernahm, statt auf professionelle Designer zu setzen. So wurde im Vorfeld auf der Vocaloid-Fan-Website Piapro ein Aufruf gestartet, das Design für einen Rennwagen zu entwerfen. Viele der freiwilligen Gestalter gingen davon aus, dass es sich nur um das Design eines Rennwagens einer der niederen Klassen oder um Ausstellungsstücke für den Comiket oder Automessen handeln würde. So verpassten viele der Künstler dem ursprünglichen Design die mit Miku assoziierte Nummer 39 (#39), die jedoch bereits von Toyotas Team SARD in der GT500-Klasse belegt war. Nach dem Abschluss des Rennens wurde bekannt gegeben, dass Studie auch im Jahr 2009 Miku Hatsune als Thema tragen wird und der Wagen unter dem Namen Studie GLAD Racing geführt wird.
Als mit dem Mola Leopalace Z ein zweiter Itasha in der GT300 auftauchte, wurde von einer „Itasha-Eroberung des Super GT“ gesprochen. Zum ersten Mal mit der neuen Gestaltung fahrend, gelang es dem Team Mola, trotz eines sechsten Platzes im letzten Rennen der Saison 2008, die Gesamtwertung zu gewinnen, was die Aufmerksamkeit durch die Medien zusätzlich verstärkte.